# Platyplectrus bussyi
Platyplectrus bussyi är en stekelart som först beskrevs av Crawford 1911.  Platyplectrus bussyi ingår i släktet Platyplectrus och familjen finglanssteklar. Inga underarter finns listade i Catalogue of Life.